# Гай Корнелий (трибун 67 пр.н.е.)
Вижте пояснителната страница за други личности с името Гай Корнелий.
Гай Корнелий (на латински: Gaius Cornelius) е политик на Римската република през втората половина на 1 век пр.н.е. Произлиза от фамилията Корнелии.
Първо около 71 пр.н.е. е квестор при Помпей. През 67 пр.н.е. той е народен трибун. Издава множество популарски закони, които са много опозоцоинирани от ковсервативните членове на Сената.
През 66 пр.н.е. е съден от Публий Коминий в maiestas – процес, който първо се отлага. През следващата година той го обвинява отново. Тогава Цицерон го защитава успешно с речта си pro Cornelio. Приятел е с Катул, който атакува в произведенията си Публий Коминий, заради обвиненята му.